# Gorgonia reticulum
Gorgonia reticulum is een zachte koraalsoort uit de familie Gorgoniidae. De koraalsoort komt uit het geslacht Gorgonia. Gorgonia reticulum werd in 1766 voor het eerst wetenschappelijk beschreven door Pallas. 